# Шушь (село, Шарыповский район)
Шушь — село в Шарыповском районе Красноярского края России. Административный центр Шушенского сельсовета.

## География
Село расположено в 23 км к востоку от районного центра Шарыпово.

## История
Село возникло на базе древних хакасских поселений. Су -вода, река с тюркского языка, Сучи — водонос водовоз, Сучь — несущая воду, после трансформации на разных наречиях тюркских родов и русского языка, название трансформировалось в Шушь. Существует ещё 3 версии происхождения названия села. Согласно первой, здесь проживал род Шушеначевых, который основал село. По второй версии, название произошло от названия речки Малая Шушь или в простонародье Шушка. Третья версия гласит, что название произошло от хакасского слова «шуш», что означает «утка-крохаль». Русские в Шуши стали селиться во второй половине XVIII века.
В селе был колхоз «Рыбак Сибири», а позже совхоз «Энергетик», пробывший под этим названием 24 года.
На данный момент в селе имеются: СДК, Шушенская СОШ № 8, ФАП, несколько магазинов.

## Население
| 2010 |
| ---- |
| 379  |